# Шилов Євген Олексійович
Євген Олексійович Шилов (29 липня (10 серпня) 1893, Серпухов — 22 липня 1970, Київ) — український радянський хімік-органік, доктор хімічних наук, професор, дійсний член АН УРСР (з 19 травня 1951 року).

## Біографія
Народився 29 липня (10 серпня) 1893 року в місті Серпухові Московської губернії. Його батько, Олексій Олександрович, родом з міщан, працював бухгалтером на місцевій фабриці В. Н. Коншина. Мати, Єлизавета Василівна, родом теж із міщан, займалася домашнім господарством.
У 1902—1911 роках навчався в Серпухівський гімназії, після закінчення якої поступив на природне відділення фізико-математичного факультету Імператорського Московського університету (спеціальність «фізична хімія»). Ще будучи студентом, активно займався науковою роботою під керівництвом Євгена Івановича Шпитальського. У 1916—1917 роках працював хіміком-лаборантом на заводі товариства Кустових, а також вів заняття з хімії на Пречистенських курсах для робітників.
В 1917 році закінчив Московський університет. У 1919—1947 роках працював у політехнічному інституті в Іваново (з 1936 року — професор). Член ВКП(б) з 1943 року.
З 1947 року — в Інституті органічної хімії АН УРСР в Києві. З 1962 по 1970 рік був членом Державного Комітету з Ленінських премій в галузі науки і техніки при Раді Міністрів СРСР.

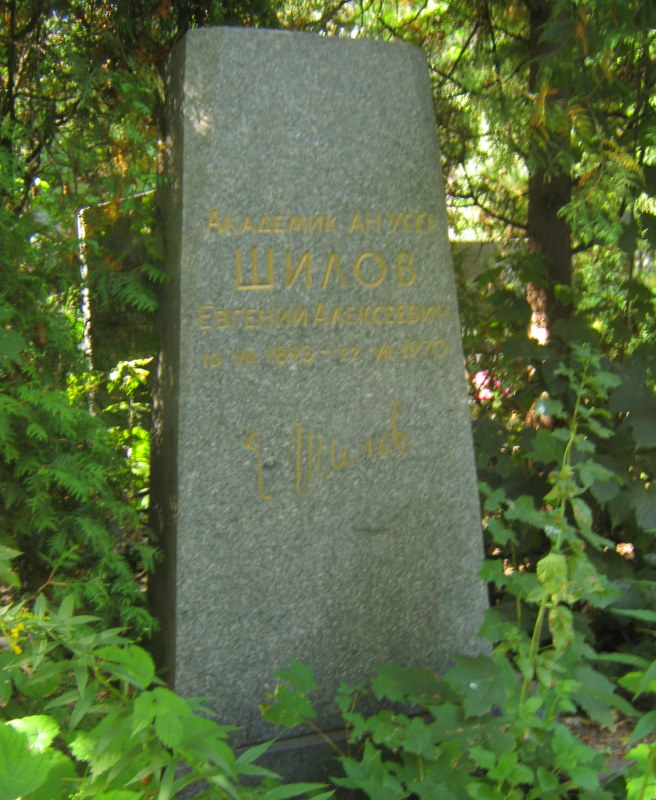
Могила Євгена Шилова

Помер 22 липня 1970 року. Похований в Києві на Байковому кладовищі.

## Наукова діяльність
Основні наукові праці присвячені дослідженню механізму органічних гетеролітичних реакцій (галогенування та інше).

## Відзнаки
Нагороджений орденом Леніна, іншими орденами, медалями. Лауреат премії імені Л. В. Писаржевського АН УРСР за 1965 рік.

## Вшанування пам'яті

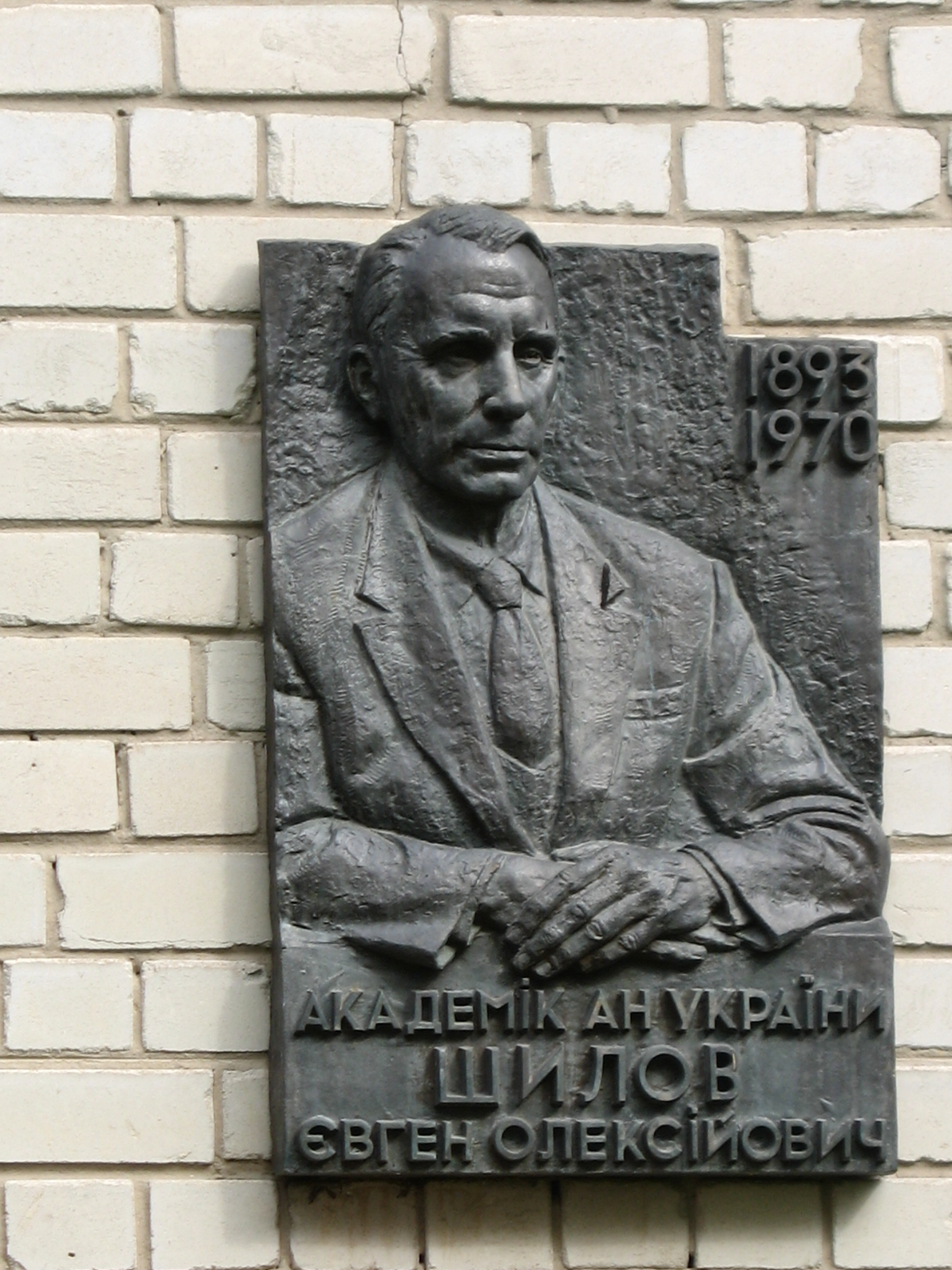
Меморіальна дошка на фасаді Інституту органічної хімії НАН України

В Києві, на фасаді будівлі Інституту органічної хімії НАН України по вулиці Мурманській, 5, вченому встановлено меморіальну дошку. Також меморіальна дошка встановлена в Іваново, на другому поверсі головного корпусу Івановського державного хіміко-технологічного університету.